# Coupe de la Ligue grecque de football
La Coupe de la ligue grecque de football est une ancienne compétition de football disputée par les équipes du Championnat de Grèce de football en 1990. 
L'unique vainqueur de la compétition est l'AEK Athènes FC, qui a battu successivement le Panionios Athènes (3-3 et 4-2 aux tirs au but), l'Aris FC (5-2), l'APO Levadiakos (0-0 et 1-0) et l'Olympiakos Le Pirée (3-2 en finale).

## Format
Seules les 18 équipes d'Alpha Ethniki (la première division grecque) inscrites pour la saison 1989-1990 participent à cette unique édition. Un premier tour sur un match est organisé pour désigner 9 qualifiés, dont 2 disputent un tour de barrage afin de pouvoir obtenir 8 équipes qui jouent ensuite un tableau final classique (quarts, demi-finale et finale). À noter que les demi-finales se jouent en matchs aller et retour.

## Résultats

### Premier tour
| Match | Équipe 1          | Résultat       | Équipe 2           |
| ----- | ----------------- | -------------- | ------------------ |
| 1     | Panionios         | 3-3 1-3 t.a.b. | AEK Athènes        |
| 2     | Ethnikos Le Pirée | 2-2 6-7 t.a.b. | APO Levadiakos     |
| 3     | Apollon Smyrnis   | 1-1 4-2 t.a.b. | Doxa Drama         |
| 4     | Olympiakos Volos  | 2-0            | Panserraikos FC    |
| 5     | OFI Crete         | 3-0            | Apollon Kalamarias |
| 6     | Aris Salonique    | 2-0            | AEL Larissa        |
| 7     | Iraklis Salonique | 2-1            | AO Xanthi          |
| 8     | PAOK Salonique    | 0-2            | Panathinaikos      |
| 9     | Olympiakos        | 3-0            | Ionikos Le Pirée   |

### Barrage pour les quarts de finale
Il y a 9 équipes qualifiées du premier tour, et il en faut 8 pour compléter le tableau final. Un match de barrage a donc lieu entre 2 équipes qualifiées, l'Aris Salonique et OFI Crete
| Équipe 1       | Résultat | Équipe 2  |
| -------------- | -------- | --------- |
| Aris Salonique | 3-1 a.p. | OFI Crete |

### Tableau final
|  | Quarts de finale  | Quarts de finale  | Quarts de finale | Quarts de finale |                |                | Demi-finales | Demi-finales | Demi-finales | Demi-finales |  |  | Finale | Finale | Finale | Finale |
|  |                   |                   |                  |                  |                |                |              |              |              |              |  |  |        |        |        |        |
|  |                   |                   |                  |                  |                |                |              |              |              |              |  |  |        |        |        |        |
|  |                   |                   |                  |                  |                |                |              |              |              |              |  |  |        |        |        |        |
|  | APO Levadiakos    | APO Levadiakos    | 2                | 2                |                |                |              |              |              |              |  |  |        |        |        |        |
|  | APO Levadiakos    | APO Levadiakos    | 2                | 2                |                |                |              |              |              |              |  |  |        |        |        |        |
|  | Olympiakos Volos  | Olympiakos Volos  | 1                | 1                |                |                |              |              |              |              |  |  |        |        |        |        |
|  | Olympiakos Volos  | Olympiakos Volos  | 1                | 1                | APO Levadiakos | APO Levadiakos | 0            | 0            |              |              |  |  |        |        |        |        |
|  |                   |                   |                  |                  | APO Levadiakos | APO Levadiakos | 0            | 0            |              |              |  |  |        |        |        |        |
|  |                   |                   | AEK Athènes      | AEK Athènes      | 0              | 1              |              |              |              |              |  |  |        |        |        |        |
|  | AEK Athènes       | AEK Athènes       | AEK Athènes      | AEK Athènes      | 0              | 1              | 5            | 5            |              |              |  |  |        |        |        |        |
|  | AEK Athènes       | AEK Athènes       |                  |                  |                |                |              | 5            |              |              |  |  |        |        |        |        |
|  | Aris Salonique    | Aris Salonique    | 2                | 2                |                |                |              |              |              |              |  |  |        |        |        |        |
|  | Aris Salonique    | Aris Salonique    | 2                | 2                | AEK Athènes    | AEK Athènes    | 3            | 3            |              |              |  |  |        |        |        |        |
|  |                   |                   |                  |                  | AEK Athènes    | AEK Athènes    | 3            | 3            |              |              |  |  |        |        |        |        |
|  |                   |                   | Olympiakos       | Olympiakos       | 2              | 2              |              |              |              |              |  |  |        |        |        |        |
|  | Olympiakos        | Olympiakos        | Olympiakos       | Olympiakos       | 2              | 2              | 1            | 1            |              |              |  |  |        |        |        |        |
|  | Olympiakos        | Olympiakos        |                  |                  |                |                |              |              |              |              |  |  |        |        |        |        |
|  | Iraklis Salonique | Iraklis Salonique | 0                | 0                |                |                |              |              |              |              |  |  |        |        |        |        |
|  | Iraklis Salonique | Iraklis Salonique | 0                | 0                | Olympiakos     | Olympiakos     | 1            | 2            |              |              |  |  |        |        |        |        |
|  |                   |                   |                  |                  | Olympiakos     | Olympiakos     | 1            | 2            |              |              |  |  |        |        |        |        |
|  |                   |                   | Panathinaikos    | Panathinaikos    | 1              | 2              |              |              |              |              |  |  |        |        |        |        |
|  | Panathinaikos     | Panathinaikos     | Panathinaikos    | Panathinaikos    | 1              | 2              | 5            | 5            |              |              |  |  |        |        |        |        |
|  | Panathinaikos     | Panathinaikos     |                  |                  |                |                |              | 5            |              |              |  |  |        |        |        |        |
|  | Apollon Smyrnis   | Apollon Smyrnis   | 3                | 3                |                |                |              |              |              |              |  |  |        |        |        |        |
|  | Apollon Smyrnis   | Apollon Smyrnis   | 3                | 3                |                |                |              |              |              |              |  |  |        |        |        |        |
|  |                   |                   |                  |                  |                |                |              |              |              |              |  |  |        |        |        |        |